# クサンティッペ

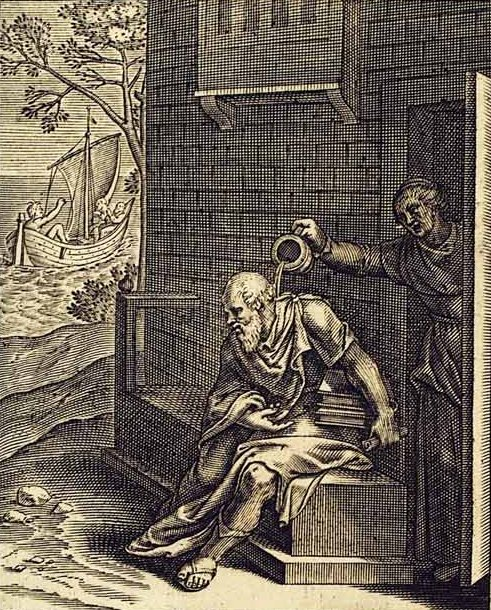
エンブレム・ブックの挿絵に描かれた、ソクラテスに尿瓶の尿を頭から浴びせるクサンティッペ（オットー・ファン・フェーン画、1607年）

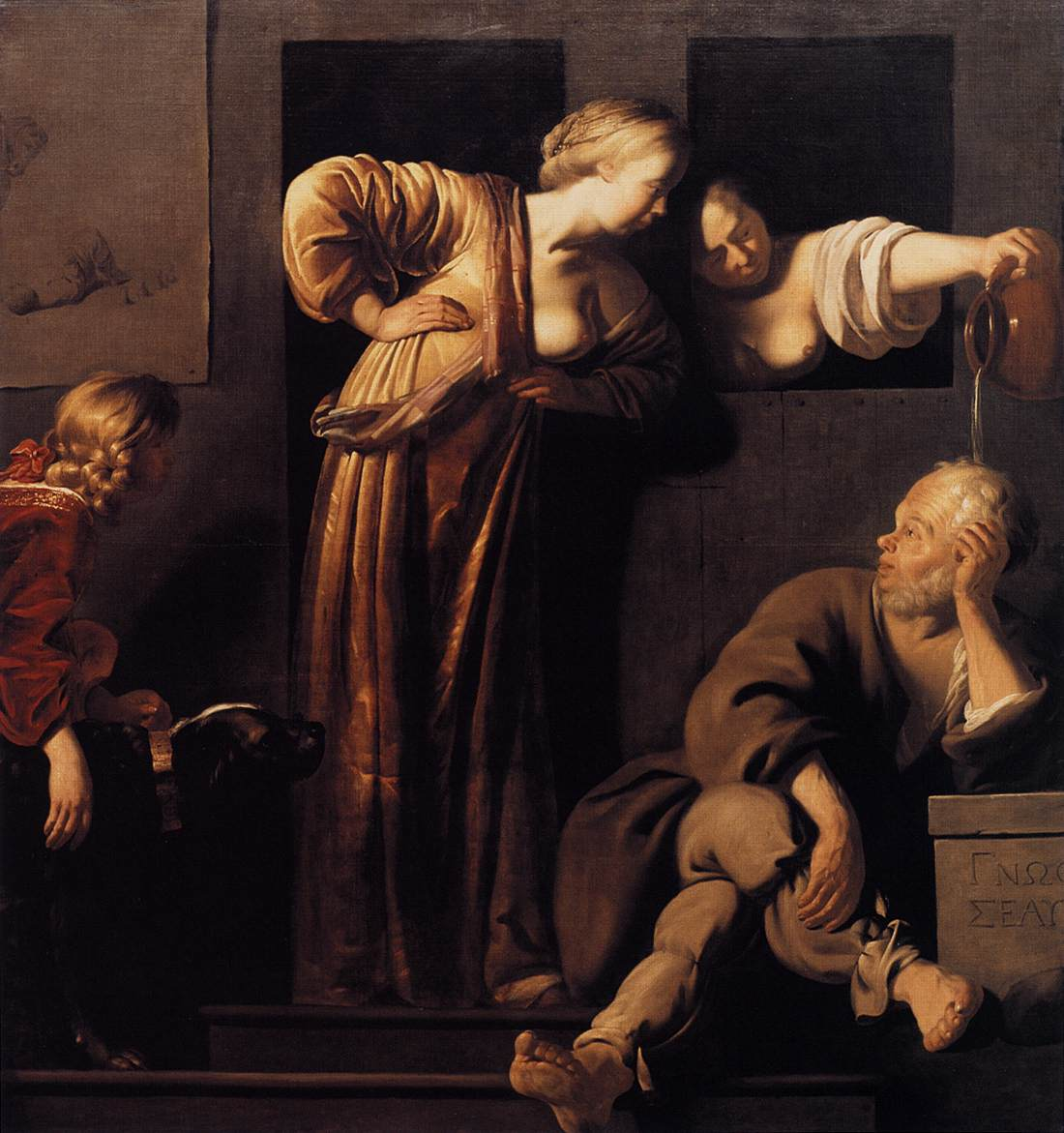
『ソクラテスとクサンティッペ』（レイエ・ヴァン・ブローメンダール (:en:Reyer van Blommendael) 画、1655年）

クサンティッペ（ギリシア語：Ξανθίππη、英語：Xanthippe、生没年不詳）は古代ギリシアの哲学者ソクラテスの妻。クサンチッペ、長音も発音するならばクサンティッペーとも呼ばれる。

## 名前
クサンティッペとはギリシア語で「黄色い馬」を意味する（古希: ξανθός (xanthós)「黄色の、金（髪）の」＋古希: ἵππος (híppos)「馬」）。
ギリシア人には「馬（ヒッポス）」をルーツにした名前が多く（ピリッポス Φίλιππος は「馬の友人」、ヒッポクラテス  Ἱπποκράτης は「馬の調教師」など）、彼女の名前もその1つである。「馬（ヒッポス）」が名前に入っていることで、上流階級の生まれであると示唆することもあった。

## 人物像
悪妻であったとされ、西洋では悪妻の代名詞ともなっているが、これは後世の作り話である部分も多く、彼女の実際の姿については殆どが不明である。
クサンティッペを悪妻とするエピソードには、以下のようなものがある。
- ある時クサンティッペはソクラテスに対して激しくまくしたが、彼が動じないので尿瓶の尿を頭から浴びせた。しかしソクラテスは平然と「雷の後は雨はつきものだ」と語った。
- 「そんなにひどい妻なら別れたらいいじゃないか」と言った人（アンティステネス）に対し、ソクラテスが語ったとされる言葉に次のようなものがある。「この人とうまくやっていけるようなら、他の誰とでもうまくやっていけるだろうからね。」[3][4]

### 良妻であったとする説
プラトンの描く哲人ソクラテス像とは別に、当時の他の資料からはまともに働かず、日がな一日おしゃべりに明け暮れる悪夫としてのソクラテス像も存在する。
作家の佐藤愛子（彼女自身も、元夫に頭から水を浴びせたエピソードが有名）が『ソクラテスの妻』という小説を発表、後に「ソクラテスのような男と結婚すれば、女はみんな悪妻になってしまう」との旨を述べている。
クサンティッペ自身、夫が偉大な哲学者とは知らず、「弁論の暇があったら、家事を手伝って」といったという。
ソクラテスの裁判の時に妻クサンティッペは、ソクラテスの帰りを信じて食卓に彼の好物を並べて待ってたとされる。また、プラトンの著作『パイドン』の中では、死刑の日に獄中のソクラテスに会いに来たソクラテスの友人たちの前で嘆き悲しみ、取り乱す描写がある。